# Landesgartenschau Öhringen 2016
Die Landesgartenschau Öhringen 2016 war die 26. Landesgartenschau in Baden-Württemberg. Sie fand vom 22. April bis 9. Oktober 2016 in der Stadt Öhringen im Hohenlohekreis statt. Das Motto der Gartenschau lautete „Der Limes blüht auf“.
Den Beschluss fasste das baden-württembergische Landeskabinett am 15. Dezember 2009.